# Blumenstein
Pour les articles homonymes, voir Blumenstein (homonymie).
Blumenstein est une commune suisse du canton de Berne, située dans l'arrondissement administratif de Thoune.